# Girardot Fútbol Club
El Girardot Fútbol Club fue un club de fútbol colombiano, de la ciudad de Girardot, Cundinamarca. Fue fundado en 1995 y jugó en la Categoría Primera B hasta 2008.

## Historia
El Girardot se conformó en 1995 luego de la desaparición y cambio de nombre de Academia Bogotana, siendo su propietario Nelson Soto Duque. Nunca ganó el campeonato de la Primera B. Su máxima hazaña fue en su primera temporada, la de 1995-96,  cuando quedó subcampeón del torneo de la segunda división bajo el mando del técnico Rafael Corrales.

### Cambio de sede
Para el año 2009, los directivos decidieron trasladar el club a la ciudad de Palmira, Valle del Cauca, luego de escoger frente a la propuesta de Yopal en el departamento de Casanare.
El traslado y cambio de sede para convertirse en el Deportes Palmira se debió por un común acuerdo entre el presidente de la institución, Nelson Soto Duque, la Gobernación de Cundinamarca y la Industria de licores del mismo departamento, que votaron a favor de la opción como máximos accionistas. Se esperaba que el nuevo Deportes Palmira regresara a Girardot en 2011, lo cual no sucedió.

## Uniforme
- Uniforme titular: Camiseta roja con franja blanca, pantalón verde, medias rojas.
- Uniforme alternativo: Camiseta blanca, pantalón negro, medias blancas.

## Datos del club
- Temporadas en 1ª: 0
- Temporadas en 2ª: 15 (1995-2008).
- Mejor puesto:
  - En Primera B: 2° (1995-96).
  - En Copa Colombia: 5° (2008, Grupo F).[6]
- Peor puesto: 
  - En Primera B: 18º (2005).[7]
  - En Copa Colombia: 5° (2008, Grupo F).

## Palmarés

### Torneos nacionales
- Subcampeón de la Primera B en 1995-96.